# Jan Hecker

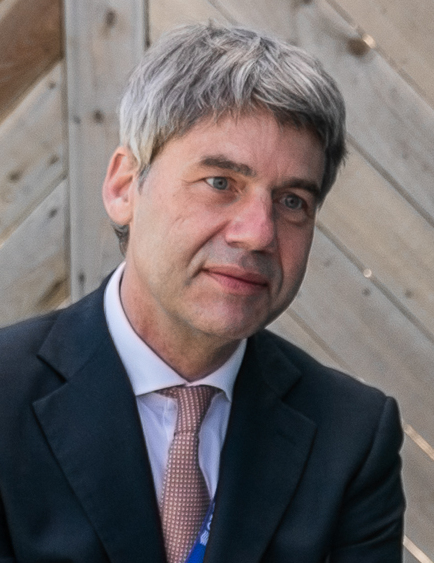
Jan Hecker (Juni 2021)

Jan Hecker (* 15. Februar 1967 in Kiel; † 5. September 2021 in Peking) war ein deutscher Jurist und Diplomat. Er war von August 2021 bis zu seinem Tod deutscher Botschafter in der Volksrepublik China. Vor dieser Entsendung war er ab 2017 außenpolitischer Berater von Bundeskanzlerin Angela Merkel. Zuvor war Hecker Richter am Bundesverwaltungsgericht und außerplanmäßiger Professor an der Europa-Universität Viadrina.

## Leben
Hecker, Sohn eines Marineoffiziers, absolvierte 1986 in Flensburg das Abitur und war 24 Monate Soldat auf Zeit. 
Er studierte von 1988 bis 1994 sowohl Politik- wie auch Rechtswissenschaft an der Albert-Ludwigs-Universität Freiburg, der Universität Grenoble und der Georg-August-Universität Göttingen. Er legte 1993 das 1. Juristische Staatsexamen ab, machte 1994 den Magister Artium und 1994 bis 1996 das Referendariat im Bezirk des Kammergerichts. 1996 bis 1997 nahm er an einem Postgraduierten-Programm zu Europarecht der University of Cambridge teil und erlangte den Titel eines Master of Laws (LLM). Er promovierte 1997 zum Doktor der Rechte (Thema Europäische Integration als Verfassungsproblem in Frankreich an der Universität in Göttingen bei Volkmar Götz). 
Ab 2000 lehrte er an der Europa-Universität Viadrina in Frankfurt (Oder), der Humboldt-Universität Berlin, der Freien Universität Berlin und der Fachhochschule für Verwaltung und Rechtspflege Berlin. 2005 habilitierte er sich an der Viadrina zum Thema Marktoptimierende Wirtschaftsaufsicht. 2010 wurde Hecker von der Viadrina zum außerplanmäßigen Professor für Öffentliches Recht und Europarecht berufen.
Hecker war verheiratet und hatte drei Kinder. Er starb nur wenige Tage nach Amtsantritt als deutscher Botschafter in der Volksrepublik China im Alter von 54 Jahren. Die Umstände seines Todes sollen privat bleiben.
Er war von 1995 bis 2002 Mitglied der SPD.

## Laufbahn
Hecker war kurzzeitig als Rechtsanwalt bei Hengeler Mueller und Freshfields Bruckhaus Deringer tätig, bevor er Ende 1999 eine Tätigkeit im Bundesministerium des Innern aufnahm. Während der Zeit im Bundesinnenministerium war er unter anderem für zwei Jahre zum Bundesamt für Verfassungsschutz abgeordnet. Im Juli 2005 habilitierte er sich an der Viadrina in Frankfurt (Oder); er wurde dort 2010 zum außerplanmäßigen Professor für Öffentliches Recht und Europarecht ernannt.
Er wurde im Dezember 2011 Richter am Bundesverwaltungsgericht und wurde dort dem 6. Revisionssenat zugewiesen, zuständig für Schul-, Hochschul- und Prüfungsrecht, das Presse-, Rundfunk- und Telekommunikationsrecht, Postrecht, Vereins- und Versammlungsrecht, Waffenrecht und das Polizei- und Ordnungsrecht, das Recht der Verfassungsschutzbehörden und Nachrichtendienste sowie das Staatskirchenrecht. 2013 geriet Hecker in den Fokus der Presse. Er hatte 2006 noch als Beamter im Bundesinnenministerium einen Aufsatz in der Zeitschrift Deutsches Verwaltungsblatt veröffentlicht, in dem er sich gegen Auskunftspflichten von Bundesbehörden auf Grund der Landespressegesetze wandte. Genau zu diesem Sachverhalt traf der 6. Senat des Bundesverwaltungsgerichtes, dem Hecker als Richter angehörte, am 20. Februar 2013 eine Grundsatzentscheidung, in der diese Auslegung bekräftigt wurde.
2015 übernahm Hecker die Leitung des Koordinierungsstabes Flüchtlingspolitik im Bundeskanzleramt; er war auf Empfehlung von Peter Altmaier angeworben worden, der ihn aus Heckers Zeit im Bundesinnenministerium kannte. Nach der Bundestagswahl 2017, noch vor der Bildung der neuen Regierung, berief Angela Merkel Hecker als Nachfolger von Christoph Heusgen für die Position ihres außenpolitischen Beraters und er übernahm als Ministerialdirektor die Leitung der Abteilung Außen-, Sicherheits- und Entwicklungspolitik. Er galt damit als der wichtigste außenpolitische Berater der Bundeskanzlerin, obwohl er keine klassische diplomatische Laufbahn absolviert hatte. Als Berater folgte ihm unter Bundeskanzler Olaf Scholz (SPD) der Diplomat Jens Plötner. Er schied Ende 2018 als Richter am Bundesverwaltungsgericht aus und wechselte in ein Beamtenverhältnis. Am 25. August 2021 trat Hecker sein Amt als außerordentlicher und bevollmächtigter Botschafter Deutschlands in der Volksrepublik China an.